# Nunca quedas mal con nadie
«Nunca quedas mal con nadie» es la décima y última pista que cierra el álbum La voz de los 80 del grupo chileno Los Prisioneros. Musicalmente «Nunca quedas mal con nadie» es una canción new wave/punk con influencias ska.

## Antecedentes
La canción es una denuncia de los artistas que se sienten progresistas o críticos del establishment sólo adoptando una pose estética, como podrían ser los hippies (en Chile también conocidos como «artesas» o «lanas»), en especial los representantes del llamado Canto Nuevo.
Esta canción en un antecedente al planteamiento «rebelarse vende» y que si bien en su origen fue, al parecer, realizada para atacar a los artistas que se planteaban como opositores a la dictadura de Pinochet, sin nombrarlo ni arriesgarse, la letra alcanza una sorprendente universalidad. Los movimientos contraculturales y artistas que se autodefinen como «subversivos» siempre se plantean como revolucionarios, pero tras vender su producto no provocan ningún cambio, ni siquiera una molestia en los supuestos aludidos como causantes del fenómeno o situación que se combate.
La melodía está inspirada en el tema «Pretty Boys», de Joe Jackson, y en un demo desechado por la banda llamado «Me importas más de lo que piensas».

## Tras la grabación
- La creencia popular afirma que Jorge González escribió esta canción pensando en el músico Miguel «Negro» Piñera, hermano de Sebastián, y un personaje muy conocido entonces por su tema «Luna llena». También es posible que este tema esté dedicado al cantautor Fernando Ubiergo, o al también cantautor Óscar Andrade, quien irónicamente partiría al exilio en aquellos años.

- Con respecto a este punto, González declaró en 2001 que «[h]ay harta gente que pregunta si es para Piñera o alguien así, pero no, Tenía que ver harto con el Canto Nuevo, pero podría perfectamente ser para U2, Pink Floyd, Sting... personas que se hacen los malos, pero están con las patas metidas hasta el fondo en hacer más y más billete. Yo creo que le pega más a los roqueros que los artesa, como los Rolling Stones, que son tremendas máquinas de negocio. En los videoclips aparecen con caras de malo, pero en el fondo no son así [...] "Nunca quedas mal con nadie" es bastante como Pink Floyd: hacerse el profundo, pero al final no hacer nada».[1]

- Durante un concierto en Teatro Cariola en 1985, Jorge González añadió la estrofa «quédate con tu poesía, Charly García».

- En un recital en Calama en 1987, González cambió la letra a «pretendes pelear, y sólo estás pensando en telarañas», haciendo un guiño crítico a Gustavo Cerati y Soda Stereo por sus letras vacías (lo de «telarañas» es una referencia al estribillo de la canción «Imágenes retro») y su participación en el Festival de Viña del Mar de ese año, en plena dictadura de Pinochet. Los Prisioneros habían sido vetados de esa misma edición del certamen viñamarino por los militares y no pudieron presentarse sino hasta 1991, en el primer festival celebrado en democracia desde 1973.

- En una entrevista concedida al canal juvenil chileno Vía X en 2008, Jorge González aclaró sutilmente que esta es una canción que ya no toma muy en cuenta en la actualidad, puesto que «se fue convirtiendo en una melodía y en unos versos, más que una cosa de fondo, porque es una de las pocas canciones que se quedó pegada atrás». Además aclaró que no sabía a quién podría dedicársela, porque según sus palabras: «ahora no es malo nunca quedar mal con nadie. O sea, no hay tanto conflicto como el que había antes. Por ejemplo, las bandas de rock (más Rock'n Roll) no tienen ni un problema en sacar su nuevo disco con un celular y hacer canciones entregaditas para que se las pongan en un jingle. Ahora ya no es como lo que era antes. Antes existía una división entre la gente que se la jugaba y estaba en la música, y la gente que hacía comerciales y estaba con Ripley y todo eso. Ahora no».